# گربه دم‌کوتاه
گربه دم‌کوتاه  (Lynx rufus) که با عنوان سیاهگوش سرخ نیز شناخته می‌شود، گربه‌ای با جثه متوسط و بومی آمریکای شمالی است. زیستگاه این گونه از  جنوب کانادا و سرزمین اصلی ایالات متحده گرفته تا اواکساکا در مکزیک را شامل می‌شود. به دلیل پراکندگی گسترده و جمعیت بالا، از سال 2002 نام آن به عنوان گونه‌ای با کمترین نگرانی در فهرست سرخ  اتحادیه بین‌المللی حفاظت از طبیعت ثبت شده است. با اینکه به طور گسترده هم برای تفریح و هم با هدف تولید خز شکار می‌شود جمعیت آن ثابت بوده است. اگرچه در برخی مناطق جمعیت رو به کاهش است.

## آرایه‌شناسی و فرگشت

### تبارزایی
سرده سیاهگوش با سرده شیر کوهی، گربه‌ها  و پلنگ‌گربه آسیایی دارای تبارشاخه‌ای مشترک است که قدمت آن به ۱۵/۷ میلیون سال پیش می‌رسد. سیاهگوش تقریباً 24/3 میلیون سال پیش از دیگر سرده‌ها جدا شد.

## توصیف
گربه دم‌کوتاه مشابه دیگر گونه‌های سرده سیاهگوش است اما به طور متوسط کوچکترین آنها است. رنگ پوشش آن متغیر است اما عموماً قهوه‌ای مایل به زرد تا قهوه‌ای مایل به خاکستری با رگه‌های سیاه و نوارهای تیره در پاها و دم است. طرح خالدار آن به عنوان استتار عمل می‌کند. نوک گوش‌ها سیاه و تیز با ریشی کوتاه و مشکی است. به طور کلی لب‌ها، چانه و بخش‌های زیرین رنگ سفید مایل به خاکستری دارند. گربه دم‌کوتاه در مناطق بیابانی جنوب غربی پوششی روشن‌تر و در مناطق شمالی و جنگلی پوشش تیره‌تری دارد. بچه‌گربه‌ها با پوشش خز کامل و خالدار متولد می‌شوند. چند گربه دم‌کوتاه کاملا سیاه نیز در فلوریدای ایالات متحده آمریکا و نیوبرانزویک کانادا مشاهده و اسیر شدند.

## پراکندگی و زیستگاه

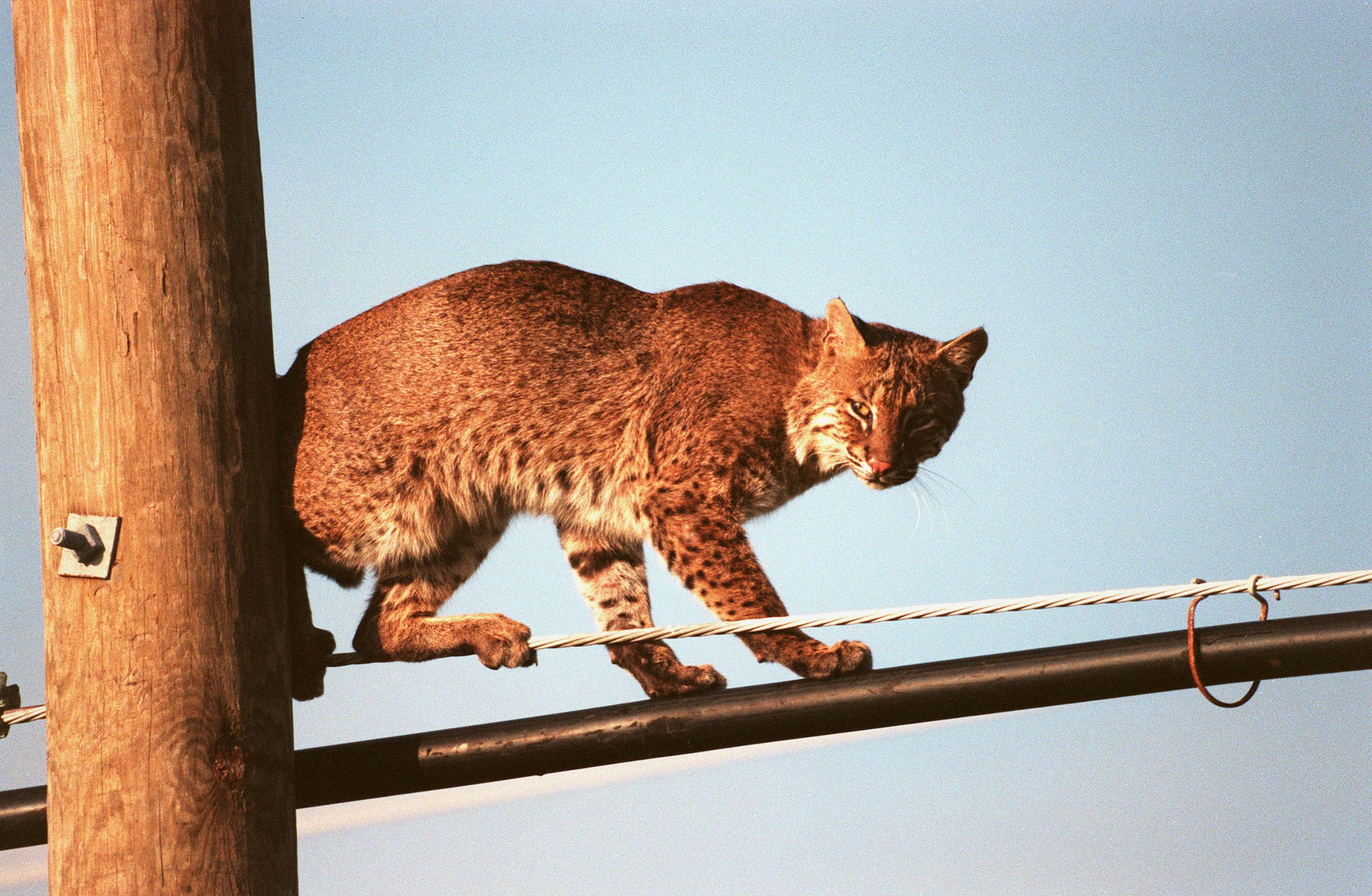
گربه دم‌کوتا

گربه دم‌کوتاه گونه‌ای تطبیق‌پذیر است. مناطق جنگلی را ترجیح می‌دهد (برگ‌ریز، مخروطی یا هر دو) اما به جنگل وابسته نیست. زیستگاه مطلوب آن از باتلاق‌های مرطوب فلوریدا تا بیابان‌های تگزاس و مناطق کوهستانی ناهموار گسترش می‌یابد. اگر صخره‌های سنگی، مرداب‌ها یا مناطق جنگلی وجود داشته باشند در نزدیکی مناطق کشاورزی اسکان می‌یابد. پوشش خالدارش به عنوان استتار عمل می‌کند. اندازه جمعیت گربه دم‌کوتاه در درجه اول به جمعیت طعمه‌های آن وابسته است. عوامل اصلی دیگری در انتخاب نوع زیستگاه نقش دارند عبارتند از: محافظت در برابر آب و هوای نامساعد، دسترسی آسان به محل‌های استراحت و لانه، پوشش متراکم برای شکار و فرار و دوری از مزاحمت‌ها.
به نظر می رسد زیستگاه گربه دم‌کوتاه توسط انسان‌ها محدود نم‌ شود، بلکه دلیل انتخاب یک زیستگاه در دسترس بودن آن است. تنها زمین های بزرگ و تحت کشت بالا برای این گونه نامناسبند. همچنین، ممکن است در حیاط پشتی خانه‌ها حاشیه شهر که در قلمرو او قرار دارند مشاهده شود. 

## رفتار و بوم شناسی

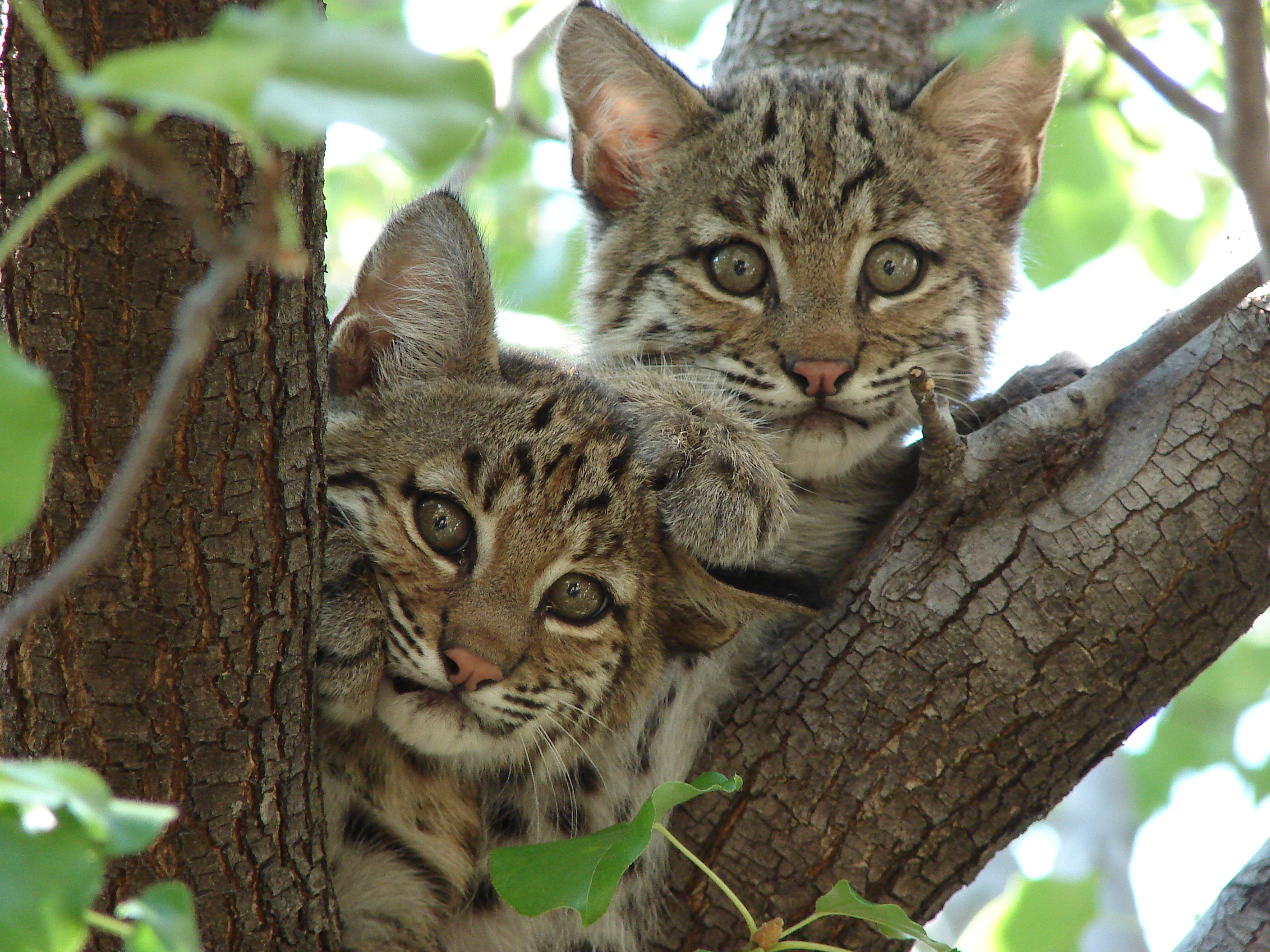
2 عدد بچه گربه دم کوتاه 2تا4 ماهه در حال بازیگوشی

گربه دم‌کوتاه حیوانی پگاه‌رو است و بیشتر در زمان گرگ و میش فعالیت می‌کند. از سه ساعت قبل از غروب آفتاب تا حدود نیمه شب و مجددا قبل از طلوع آفتاب تا سه ساعت پس از آن در حرکت است. هر شب، از 3 تا 11 کیلومتر در طول مسیر معمول خود حرکت می‌کند. این رفتار ممکن است بسته به فصل تغییر کند چرا که گربه‌های دم‌کوتاه در پاییز و زمستان در پاسخ به فعالیت طعمه‌های خود به هوای سرد بیشتر در طول روز فعالیت می‌کنند. 

### ساختار اجتماعی و محدوده زیستگاه
فعالیت گربه‌های دم‌کوتاه به مناطق مشخصی محدود می‌شود که اندازه آن بسته به جنس و توزیع طعمه متفاوت است. زیستگاه گربه دم‌کوتاه با مدفوع، بوی ادرار، و با پنجه زدن درختان برجسته منطقه نشانه‌دار می‌شود.